# Gouvernement Mahafaly
IVe République
Ravelonarivo Ntsay I
Le gouvernement Mahafaly est le gouvernement malgache du 15 avril 2016 au 4 juin 2018.

## Coalition et historique
La composition de ce gouvernement est annoncée le 15 avril 2016.
Le 4 juin 2018, le Premier ministre Olivier Mahafaly Solonandrasana annonce sa démission.

## Composition
Le gouvernement Mahafaly est constitué d'une trentaine de membres. Le chef du gouvernement, Olivier Mahafaly occupe le poste de ministre de l'intérieur en plus de celui de Premier ministre.
- Ministre auprès de la Présidence, chargé des Projets présidentiels, de l'Aménagement et de l'Équipement : Narison Rafidimanana
- Ministre auprès de la Présidence, chargé de l'Agriculture et de l'Élevage : Rivo Rakotovao
- Ministre auprès de la Présidence, chargé des Mines et du Pétrole : Ying Vah Zafilahy
- Ministre de la Défense nationale, général de Corps d'armée : Beni François Xavier Rasolofonirina
- Ministre des Affaires étrangères : Béatrice Attalah
- Ministre de la Justice, Garde des Sceaux : Charles Andriamiseza
- Ministre des Finances et du Budget : François Marie Maurice Gervais Rakotoarimanana
- Ministre de l'Intérieur et de la Décentralisation : Olivier Mahafaly
- Ministre de la Sécurité intérieure : Norbert Anandra
- Ministre de l'Économie et du Plan : général de corps d’armée Herilanto Raveloharison
- Ministre de la Santé publique : Pr Mamy Lalatiana Andriamanarivo
- Ministre de l'Éducation nationale : Andrianiaina Paul Rabary
- Ministre de l'Industrie et du Développement du secteur privé : Nourdine Chabani, puis Armand Tazafy
- Ministre du Commerce et de la Consommation : Armand Tazafy, puis Nourdine Chabani
- Ministre des Travaux publics : Éric Razafimandimby
- Ministre de la Fonction publique et de la Réforme de l'administration : Jean de Dieu Maharante
- Ministre du Tourisme : Roland Ratsiraka
- Ministre des Transports et de la Météorologie : Benjamina Ramarcel Ramanantsoa
- Ministre de l'Énergie et des Hydrocarbures : Rodolphe Ramanantsoa
- Ministre de l'Enseignement supérieur : Monique Rasoazananera
- Ministre de l'Emploi, de l'Enseignement technique et de la Formation professionnelle : Toto Raharimalala Lydia
- Ministre de l'Environnement, de l'Écologie et de la Forêt : Johanita Ndahimananjara
- Ministre des Ressources halieutique et de la Pêche : Gilbert François
- Ministre de l'Eau, de l'Assainissement et de l'Hygiène : Roland Ravatomanga
- Ministre de la Culture, de la Promotion de l'artisanat et de la Sauvegarde du patrimoine : Jean-Jacques Rabenirina
- Ministre des Postes, des Télécommunications et du Développement numérique : Neypatraiky André Rakotomamonjy
- Ministre de la Communication et des Relations avec les institutions : Andrianjato Razafindambo Vonison
- Ministre de la Jeunesse et des Sports : Jean Anicet Andriamosarisoa
- Ministre de la Population, de la Protection sociale et de la Promotion de la femme : Onitiana Realy
- Vice-ministre auprès de la ministre des Affaires étrangères, chargé de la Coopération et du Développement : Bary Emmanuel Rafatrolaza
- Secrétaire d'État auprès du ministre de la Défense nationale, chargé de la Gendarmerie : général de corps d'armée Paza Didier Gérard
- Secrétaire d'État auprès du ministre des Ressources halieutiques et de la Pêche, chargée de la Mer : Léonide Ylénia Randrianarisoa